# Brachymenium melanopyxis
Brachymenium melanopyxis är en bladmossart som beskrevs av Jean Édouard Gabriel Narcisse Paris 1900. Brachymenium melanopyxis ingår i släktet Brachymenium och familjen Bryaceae. Inga underarter finns listade i Catalogue of Life.